# يوجين إف. ماكدونالد
يوجين إف. ماكدونالد (بالإنجليزية: Eugene F. McDonald) هو ضابط أمريكي، ولد في 11 مارس 1886 في سيراكيوز في الولايات المتحدة، وتوفي في 1958 في شيكاغو في الولايات المتحدة.